# Суперполицейские из Майами
«Суперполицейские из Майами» (итал. Miami Supercops (I poliziotti dell'8ª strada)) — итальянская комедия Бруно Корбуччи 1985 года с участием Теренса Хилла и Бада Спенсера.

## Сюжет
В 1978 году трое грабителей украли из Детройтского национального банка 20 миллионов долларов. Один из них вскоре после ограбления был найден мёртвым, второй бесследно исчез, а третий был пойман и, отсидев 8 лет в тюрьме, вышел на свободу. Теперь он хочет найти сообщников и забрать у них свою долю. Агенты ФБР Даг Беннет и Стив Форрест, работающие под прикрытием, должны схватить преступников и вернуть похищенные деньги.

## В ролях
- Теренс Хилл
- Бад Спенсер
- С. Б. Сиэй
- Джеки Кастеллано
- Баффи Ди
- Люк Хэлпин — главарь воров в автобусе